# محاصره اشکلون
محاصره اشکلون نبردی بود که در سال ۱۱۵۳ میلادی به وقوع پیوست و منجر به تصرف اشکلون توسط پادشاهی اورشلیم شد.

## پیش‌زمینه جنگ
اشکلون بزرگترین و مهمترین دژ فاطمیان مصری بود. در نبرد اشکلون که در سال ۱۰۹۹ میلادی طی دوران نخستین جنگ‌های صلیبی در خارج از این دژ رخ داده بود فاطمیان از صلیبیون شکست خرده بودند و شهر اورشلیم سقوط کرده بود. ولی به دلیل اختلافاتی که در لشکر صلیبی‌ها وجود داشت اشکلون تحت سلطه فاطمیان باقی ماند. به همین سبب فاطمیون امکان این را پیدا کردند که در سال‌های بعد از دژ خود به صلیبیون حمله کنند و مرزهای جنوبی پادشاهی اورشلیم را تحدید کنند. اگر دژ اشکلون سقوط می‌کرد مسیر صلیبیون برای یورش به مصر باز می‌شد به همین دلیل فاطمیون پادگان خود در اشکلون را بسیار مجهز و قدرتمند ساختند.
بعد از شکست صلیبیون در جنگ‌های صلیبی دوم در ۱۱۴۸، کنراد سوم تلاش کرد اشکلون را محاصره کند ولی زمانی که کمکی از جانب پادشاهی اورشلیم و دیگر صلیبیون دریافت نکرد مجبور به عقب‌نشینی شد. در همین حین سرزمین‌های شرقی و شمالی اورشلیم در حال متحد شدن با نورالدین زنگی بودند کسی که موصل و حلب را تحت سلطه داشت و دمشق را طی درگیری‌های بعد از جنگ‌های صلیبی دوم تصرف کرده بود. در سال ۱۱۴۹ نور الدین طی نبرد ایناب شاهزاده‌نشینان انطاکیه را شکست داد و بر انطاکیه مسلط شد و فاصله زیادی تا پادشاهی اورشلیم نداشت. به این ترتیب پادشاهی اورشلیم برای گسترش اراضی تحت سلطه خود چاره ای جز حرکت به سوی مصر نداشت.
در سال ۱۱۵۰ بالدوین سوم اورشلیم شهر غزه را بازسازی کرد. این شهر تحت سلطهٔ شوالیه‌های معبد بود که چندین بار از این شهر در مقابل یورش‌های دژ اشکلون که در ۱۶ کیلومتری این شهر قرار دارد دفاع کرده بودند.
در هر حال، مدتی بعد از این وقایع اورشلیم درگیر جنگ داخلی شد در حالی که بالدوین سوم خود را وارث قانونی تاج و تخت می‌دانست این مادر او، ملکه ملیساند، بود که حکومت را از ۱۱۴۳ تا آن موقع در دست داشت. سرانجام بعد از مدت کوتاهی کشمکش بالدوین در سال ۱۱۵۳ حکومت را به‌طور کامل در دست گرفت. یک سال بعد بالدوین موفق شد از قلمرو خود در برابر هجوم سلجوقیان محافظت کند.
بر اثر دلگرمی این پیروزی‌ها در سال ۱۱۵۳ بالدوین سوم تصمیم به تصرف اشکلون گرفت. در ژانویه آن سال او با کل ارتش خود به سمت اشکلون حرکت کرد و اقدام به تخریب باغات اطراف این دژ کرد. در این بین پاتریشیا فولکر ،ریموند دو پوی د پرونس فرمانده شوالیه‌های هوسپیتالر، برنارد دی ترملای فرمانده شوالیه‌های معبد و دیگر فرماندهان شوالیه‌های معبد نیز حاضر بودند. محاصره از هر دو جانب زمینی و دریایی انجام شده بود. همچنین صلیبیون یک ارتش پشتیبان که متشکل از زائرانی که به اورشلیم سفر کرده بودند نیز بود.
در این نبرد صلیبیون از برج‌های متحرک نیز استفاده می‌کردند. عملاً اشکلون دژی غیرقابل نفوذ بود و دیوارهای دو لایه و دروازه‌های عظیمی داشت همچنین فاطمیون در خارج از این دژ متحدانی داشتند که در این سال‌ها آذوقه آن‌ها را تأمین می‌کردند. در ماه می ناوگان مصری‌ها از راه رسید و ناوگان کوچک و اندک صلیبیون توان مقابله با آن‌ها را نداشت. در هر حال این محاصره تا ماه اوت و زمانی که فاطمیون سعی کردند یکی از برج‌های متحرک صلیبیون را آتش بزنند ادامه داشت طی این اقدام باد آتش را به سمت خود دژ کشاند و باعث آتش‌سوزی در قسمتی از آن شد.
بر اساس نوشته‌ها شوالیه‌های معبد به فرماندهی برنارد دی ترملای و بدون اطلاع بالدوین به سمت قلعه یورش بردند که با دفاع فاطمیون برنارد و چهل تن از شوالیه‌هایش کشته شدند. تن‌های آن‌ها را برای نمایش از برج و باروی قصر آویختند و سرهای آن‌ها را نزد خلیفه الفائر بنصرالله ابوقاسم عیسی در قاهره فرستادند.
به دلیل طولانی شدن محاصره صلیبیون خسته شده بودند و به نظر می‌رسید در حال ترک محاصره اند. سرانجام هوسپیتالرها و فولکر موفق به متقاعد کردن شاه به این که فاصله زیادی تا پیروزی ندارند شدند. سه روز بعد حمله دیگری تدارک دیده شد و بعد از اندکی درگیری سرانجام اشکلون در ۱۹ اوت سقوط کرد و سه روز بعد از آن باقی مانده لشکریان فاطمیون نیز تسلیم شدند. صلیبیون با شهروندان توافق به زندگی در صلح کردند ولی بسیاری از آنان به مصر بازگشتند.

### کتابشناسی
- The Damascus Chronicle of the Crusaders, extracted and translated from the Chronicle of Ibn al-Qalanisi. Edited and translated by H. A. R. Gibb. London, 1932.
- William of Tyre. A History of Deeds Done Beyond the Sea. Edited and translated by E. A. Babcock and A. C. Krey. Columbia University Press, 1943.
- Lev, Yaacov (1991). State and Society in Fatimid Egypt. Leiden: Brill. ISBN 9789004093447.
- Steven Runciman, A History of the Crusades, vol. II: The Kingdom of Jerusalem and the Frankish East, 1100-1187. Cambridge University Press, 1952.
- Malcolm Barber, The New Knighthood (Great Britain; Cambridge University Press, 1994), p. 74-75
- Smail, R. C. Crusading Warfare 1097-1193. New York: Barnes & Noble Books, (1956) 1995. شابک ‎۱−۵۶۶۱۹−۷۶۹−۴